# Октябрьский (Искитимский район)
Октябрьский — посёлок в Искитимском районе Новосибирской области. Входит в состав Степного сельсовета.

## География
Площадь посёлка — 30 гектар

## Население
| 2002 | 2007 | 2010 |
| ---- | ---- | ---- |
| 182  | ↗194 | ↘129 |

## Инфраструктура
В посёлке по данным на 2007 год функционируют 1 учреждение здравоохранения .